# Bloqueio Humano (Croácia)
Bloqueio Humano (em croata:  Živi zid) é um partido populista croata, criado a partir de um grupo anti-despejos com o mesmo nome. O grupo luta contra as execuções de hipotecas ocupando a propriedade, e criando um "bloqueio humano", de onde deriva o seu nome.

## Origem
O movimento organizou-se como partido quando das eleições presidenciais de 2014-15, apoiando a candidatura de Ivan Vilibor Sinčić.

## Resultados eleitorais

### Presidenciais
| Data                 | Candidato           | Votos   | %     |
| -------------------- | ------------------- | ------- | ----- |
| 2014-2015 (1ª volta) | Ivan Vilibor Sinčić | 293.570 | 16,4% |

### Europeias
| Data         | Votos  | %     | Eleitos | Notas                  |
| ------------ | ------ | ----- | ------- | ---------------------- |
| Maio de 2014 | 4.313  | 0,47% | 0 / 11  | como Savez za promjene |
| Maio de 2019 | 60.847 | 5,7%  | 1 / 12  |                        |

### Legislativas
| Data             | Votos   | %     | Eleitos | Notas                                |
| ---------------- | ------- | ----- | ------- | ------------------------------------ |
| Novembro de 2015 | 94.877  | 4,24% | 1 / 151 |                                      |
| Setembro de 2016 | 117.208 | 6,23% | 8 / 151 | total da coligação "Única Opção"     |
| Julho de 2020    | 37.628  | 2,26% | 0 / 151 | total da coligação "Chega de Roubar" |